# Реакция Криге
Реакция Криге:
1) Реакция окислительного расщепления β-гликолей тетраацетатом свинца с образованием карбонильных соединений. Протекает количественно. Характерна высокая стереоспецифичность. Быстрее всего расщепляются α-гликоли. Аналогично расщепляется щавелевая кислота α-оксиальдегиды, α-оксикетоны, α-оксикислоты.
2) Реакция цис-гидроксилирования олефинов при помощи тетраоксида осмия OsO4.
3) Термическая перегруппировка третичных пероксоэфиров с образованием карбонильных соединений:
Например, в случае термической перегруппировки сложных эфиров 9-гидропероксидекалина образуются сложные эфиры 1-окси-1,6-эпоксициклодекана: